# Sveriges Bartenders Gille
Sveriges Bartenders Gille (SBG) är en registrerad ideell förening grundad 17 augusti 1949. Föreningen vänder sig till yrkesverksamma bartendrar i Sverige i syfte att verka för en sund alkoholservering och främja yrkets utveckling. Föreningen drivs utan vinstintresse och är politiskt, fackligt och religiöst obunden. SBG är medlem i International Bartenders Association (IBA) som SBG var med och grundade 1951. SBG arrangerar årligen tävlingen Årets Bartender.